# Newness
Newness é um filme de drama romântico estadunidense de 2017 dirigido por Drake Doremus a partir de um roteiro de Ben York Jones. É estrelado por Nicholas Hoult, Laia Costa, Courtney Eaton, Danny Huston e Esther Perel.
O filme teve sua estreia mundial no Festival de Cinema de Sundance em 25 de janeiro de 2017. Foi lançado em 3 de novembro de 2017, pela Lost City.

## Sinopse
Martin (Hoult), um farmacêutico, e Gabriella (Costa), uma assistente de fisioterapia, moram em Los Angeles. Depois de uma noite de encontros ruins, os dois voltam ao aplicativo de namoro online que ambos usam, combinam um com o outro e concordam em se encontrar no um bar. Eles passam a noite conversando e Martin menciona que foi casado. Eles então voltam para o apartamento dele e fazem sexo. Eles começam um relacionamento e, logo em seguida, Gabriella vai morar com Martin.
Visitando os pais de Martin, seu pai diz a Gabriella que sua mãe tem demência. Ela também vê várias fotos pela casa da ex-mulher de Martin, Bethany, e de uma garota desconhecida. Em casa, Gabriella fica chateada porque Martin nunca mencionou o estado da mãe ou da menina em suas fotos de infância. Ele a acusa de ser intrometida e, com raiva, revela que tinha uma irmã que morreu quando ela tinha 16 anos. Eles têm uma discussão acalorada e Gabriella sai furiosa. No dia seguinte, um conhecido a convida para um jantar enquanto ele vai a uma balada com seus colegas de trabalho. Os dois acabam traindo, mas confessam na manhã seguinte e, por meio da terapia, decidem começar um relacionamento aberto.
A amiga de Gabriella, Blake, os convida para uma festa onde passam a noite flertando com outras pessoas. Martin com Blake e Gabriella com o chefe de Blake, um homem mais velho chamado Larry. Eles continuam uma série de ligações com outras pessoas até que Gabriella sugere um trio, ao qual Martin pergunta por Blake, mas Gabriella desaprova porque elas são amigas. Ela logo começa a passar mais tempo com Larry e sua filha.
Enquanto isso, Martin descobre que sua ex-mulher recentemente teve um filho. Perturbado, ele assiste secretamente a vídeos caseiros antigos. Martin mais tarde vai a um bar sozinho onde encontra Blake. Depois de uma noite de bebedeira, ele revela que Bethany teve um aborto espontâneo quando eles estavam juntos e que ele tem sentimentos não resolvidos por ela. A conversa deixa Blake desconfortável e ela sai. Martin volta para casa imediatamente para falar com Gabriella, mas ela o dispensa. Mais tarde, Larry dá a Gabriella um colar, que ela esconde de Martin e eles fazem sexo. Na manhã seguinte, Gabriella admite que atingiu o clímax durante o sexo com Larry, o que perturba Martin. Gabriella descobre mensagens privadas de Martin para sua ex-esposa e ele encontra o colar de Larry fazendo os dois brigarem. Gabriella deixa Martin e vai morar com Larry.
Larry revela que em duas semanas ele partirá em uma viagem de negócios de 2 anos pela Europa, convidando Gabriella para se juntar a ele. Martin e Bethany se encontram depois que ele envia um e-mail para ela. Ela diz que está feliz, embora sua vida tenha se tornado entediante e previsível; eles se separam amigavelmente. Uma noite, Larry dá uma festa onde Blake vai e Gabriella exige que ele a expulse. Ele se recusa, chamando-a de imatura. Ela então sai para um clube onde ela seduz dois homens antes de quebrar. Ela tenta falar com Larry no dia seguinte, mas ele diz que não se importa, menosprezando-a e ela o deixa. Mais tarde, ela visita Martin, que admite que nunca se sentiu confortável com um relacionamento aberto. Eles se reconciliam e reafirmam seu amor um pelo outro.

## Elenco
- Nicholas Hoult como Martin Hallock
- Laia Costa como Gabi Silva
- Danny Huston como Larry Bejerano
- Courtney Eaton como Blake Beeson
- Matthew Gray Gubler como Paul
- Pom Klementieff como Betânia
- David Selby como Artie Hallock
- Amanda Serra como Jeannie Hallock
- Jessica Henwick como Joanne
- Albert Hammond Jr. como Roland
- Daniel Zovatto como Oren
- Eric Edelstein como Angeleno
- Kai Lennox como Bret Jackson
- Esther Perel como ela mesma
- Maya Stojan como Quinn

## Produção
O filme foi financiado e produzido rapidamente e rodado durante o outono de 2016.

## Lançamento
O filme teve sua estreia mundial no Festival de Cinema de Sundance em 25 de janeiro de 2017. Pouco depois, a Netflix adquiriu os direitos de distribuição SVOD mundial para o filme. Foi lançado em 3 de novembro de 2017.

## Recepção critica
No Rotten Tomatoes, o filme tem uma taxa de aprovação de 69 por cento com base em resenhas de 16 críticos, com uma classificação média de 6.63/10. No Metacritic, o filme tem uma pontuação de 50 em 100, com base em análises de 8 críticos, indicando "análises mistas ou médias".
John DeFore, do The Hollywood Reporter, escreveu: "Como um olhar simpático para dois amantes simpáticos que não sabem o que é bom para eles, é o suficiente para nos dar um interesse de raiz — mesmo que estejamos torcendo para que os dois protagonistas aceitem as consequências de seus erros e seguir em frente." Owen Gleiberman da Variety escreveu: "O problema com Newness — e a razão pela qual é filmado de uma forma tão clínica vérité — é que é um filme de tese, inebriante e ambicioso, mas excessivamente pensado."